# Alexander Veljanov
Alexander Veljanov je německý zpěvák makedonského původu. V současnosti je vokalistou skupiny Deine Lakaien, kterou založil v roce 1985 spolu s Ernstem Hornem.

## Život
Veljanov studoval divadlo a film v Mnichově a v Berlíně; v roce 1991 studia přerušil, aby se mohl plně věnovat hudbě. Do roku 1993 byl členem rockové kapely Run Run Vanguard, od roku 1985 do současnosti současnosti je vokalistou a spoluskladatelem dua Deine Lakaien. Vydal rovněž tři sólová alba a jako host se podílel na dalších projektech. Kritiky je považován za výjimečnou osobnost nejen v rámci německé hudební scény.

## Diskografie
Run Run Vanguard
- 1993: Run Run Vanguard – Suck Success (Album).

Sólové projekty
- 1998: Veljanov – Secrets of the Silver Tongue (Album).
- 1998: Veljanov – The Man With a Silver Gun (MCD).
- 1998: Veljanov – Past and Forever (MCD).
- 2001: Veljanov – The Sweet Life (Album).
- 2001: Veljanov – Fly Away (MCD).
- 2008: Veljanov – Porta Macedonia (Album).
- 2008: Veljanov – Nie mehr/Königin aus Eis (MCD).

Hostování
- 1996: Estampie – Crusaders (Album).
- 2002: Stendal Blast – Nur ein Tag (MCD).
- 2004: Schiller – Leben (Album) „Desire“.
- 2006: Neil Gaiman – Where'S Neil When You Need Him (Album) „A Fish Called Prince“.
- 2006: Edgar Allan Poe Projekt – Visionen (Double Album CD2) „Lied Für Annabel Lee“.